# Bertrand Layec
Bertrand Layec (Vannes, 1965. július 3. –) francia nemzetközi labdarúgó-játékvezető. Polgári foglalkozása tanár. Jelenleg Saint Ave Morbihanban él.

## Pályafutása

### Nemzeti játékvezetés
A játékvezetésből 1981-ben tizenhat évesen vizsgázott, 1990-ben a II. ligába, 1998-ban az I. ligában debütálhatott. Az aktív nemzeti játékvezetéstől 2009-ben vonult vissza. Második liga mérkőzéseinek száma: 88. Első ligás mérkőzéseinek száma: 191.

#### Nemzeti kupamérkőzések
Vezetett Kupa-döntők száma: 3.

##### Francia-kupa
| Időpont         | Helyszín                     | Mérkőzés típusa | Mérkőzés                                      | Eredmény | Nézők száma |
| --------------- | ---------------------------- | --------------- | --------------------------------------------- | -------- | ----------- |
| 2003. május 31. | Francia Stadion, Saint-Denis | döntő           | Paris SG–AJ Auxerre                           | 1 – 2    | 78 000      |
| 2007. május 12. | Francia Stadion, Saint-Denis | döntő           | Olympique de Marseille–FC Sochaux-Montbéliard | 2 – 2    | 79 797      |

##### Francia Ligakupa
| Időpont           | Helyszín                     | Mérkőzés típusa | Mérkőzés                   | Eredmény | Nézők száma |
| ----------------- | ---------------------------- | --------------- | -------------------------- | -------- | ----------- |
| 2006. április 22. | Francia Stadion, Saint-Denis | döntő           | AS Nancy-Lorraine–OGC Nice | 2 – 1    | 76 830      |

### Nemzetközi játékvezetés
A Francia labdarúgó-szövetség  Játékvezető Bizottsága (JB) terjesztette fel nemzetközi játékvezetőnek, a Nemzetközi Labdarúgó-szövetség (FIFA) 2002-től tartotta nyilván bírói keretében. Több nemzetek közötti válogatott és klubmérkőzést vezetett. A francia nemzetközi játékvezetők rangsorában, a világbajnokság-Európa-bajnokság sorrendjében többedmagával a 9. helyet foglalja el 9 találkozó szolgálatával. Az aktív nemzetközi játékvezetéstől 2009-ben a FIFA 45 éves korhatárát elérve búcsúzott. Válogatott mérkőzéseinek száma: 11.

#### Világbajnokság
Dél-Korea rendezte a 2007-es U17-es labdarúgó-világbajnokságot, ahol mérkőzés vezetőként alkalmazták.
| Időpont             | Helyszín                       | Mérkőzés típusa        | Mérkőzés         | Eredmény | Nézők száma |
| ------------------- | ------------------------------ | ---------------------- | ---------------- | -------- | ----------- |
| 2007. augusztus 19. | Civil Stadion, Ulszan          | selejtező (C. csoport) | Argentína–Szíria | 0 – 0    | 8100        |
| 2007. augusztus 21. | Világbajnoki Stadion, Szögvipo | selejtező (B. csoport) | Új-Zéland–Anglia | 0 – 5    | 2500        |
| 2007. augusztus 24. | Civil Stadion, Ulszan          | selejtező (A. csoport) | Dél-Korea–Togo   | 2 – 1    | 22 000      |

A világbajnoki döntőhöz vezető úton Németországba a XVIII., a 2006-os labdarúgó-világbajnokságra és Dél-Afrikába a XIX., a 2010-es labdarúgó-világbajnokságra a FIFA JB bíróként alkalmazta.

##### 2006-os labdarúgó-világbajnokság

###### Selejtező mérkőzés
| Időpont             | Helyszín                    | Mérkőzés típusa           | Mérkőzés                | Eredmény | Nézők száma |
| ------------------- | --------------------------- | ------------------------- | ----------------------- | -------- | ----------- |
| 2005. március 30.   | Karaiskaki Stadion, Pireusz | előselejtező (2. csoport) | Görögország–Albánia     | 2 – 0    | 31 700      |
| 2005. augusztus 17. | Rheinpark Stadion, Vaduz    | előselejtező (3. csoport) | Liechtenstein–Szlovákia | 0 – 0    | 1150        |

##### 2010-es labdarúgó-világbajnokság

###### Selejtező mérkőzés
| Időpont             | Helyszín                         | Mérkőzés típusa           | Mérkőzés                | Eredmény | Nézők száma |
| ------------------- | -------------------------------- | ------------------------- | ----------------------- | -------- | ----------- |
| 2008. október 15.   | Tehelne Pole Stadion, Bratislava | előselejtező (3. csoport) | Szlovákia–Lengyelország | 2 – 1    | 17 650      |
| 2009. szeptember 5. | Riazor Stadion, A Coruña         | előselejtező (5. csoport) | Spanyolország–Belgium   | 5 – 0    | 30 441      |

#### Európa-bajnokság
Németország rendezte a 11., a 2004-es U21-es labdarúgó-Európa-bajnokságot, ahol az UEFA JB bíróként foglalkoztatta.
| Időpont         | Helyszín                        | Mérkőzés típusa        | Mérkőzés                 | Eredmény |
| --------------- | ------------------------------- | ---------------------- | ------------------------ | -------- |
| 2004. május 28. | Bruchweg Stadion, Mainz         | selejtező (B. csoport) | Németország–Svájc        | 2 – 1    |
| 2004. június 1. | Ruhr Stadion, Bochum            | selejtező (A. csoport) | Olaszország–Horvátország | 1 – 0    |
| 2004. június 8. | Niederrhein Stadion, Oberhausen | olimpiai rájátszás     | Portugália–Svédország    | 3 – 2    |

Az európai-labdarúgó torna döntőjéhez vezető úton Ausztriába és Svájcba a XIII., a 2008-as labdarúgó-Európa-bajnokságra az UEFA JB játékvezetőként foglalkoztatta.

##### 2008-as labdarúgó-Európa-bajnokság

###### Selejtező mérkőzés
| Időpont             | Helyszín                          | Mérkőzés típusa           | Mérkőzés                   | Eredmény | Nézők száma |
| ------------------- | --------------------------------- | ------------------------- | -------------------------- | -------- | ----------- |
| 2006. szeptember 6. | Gradski Stadion, Szkopje          | előselejtező (E. csoport) | Macedónia–Anglia           | 0 – 1    | 16 600      |
| 2006. október 11.   | Lansdowne Road Stadion, Dublin    | előselejtező (D. csoport) | Írország–Csehország        | 1 – 1    | 35 500      |
| 2007. március 28.   | FK Crvena zvezda Stadion, Belgrád | előselejtező (A. csoport) | Portugália–Szerbia         | 1 – 1    | 51 000      |
| 2007. október 17.   | Rasunda Stadion, Solna            | előselejtező (F. csoport) | Svédország–Észak-Írország  | 1 – 1    | 33 100      |
| 2007. november 21.  | Dinamo Stadion, Minszk            | előselejtező (G. csoport) | Fehéroroszország–Hollandia | 2 – 1    | 19 000      |

## Sportvezetőként
2006 szeptembere óta egy középiskolában,  Avranchesben testnevelést oktat és játékvezetői képzéssel foglalkozik.

## Sikerei, díjai
A Francia labdarúgó-szövetség (UNFP) JB 2004-ben és 2007-ben az Év Játékvezetője kitüntető címmel jutalmazta.